# Agrostis simensis
Agrostis simensis é uma espécie de gramínea do gênero Agrostis, pertencente à família Poaceae.